# سرب سلاح الجو الملكي البريطاني (رقم 119)
رقم 119 سرب سلاح الجو الملكي البريطاني (ار اي اف) كان سربًا من سلاح الجو الملكي ، وحلّق مع القيادة الساحلية لسلاح الجو الملكي البريطاني خلال الحرب العالمية الثانية . كانت وحدة سلاح الجو الملكي البريطاني الوحيدة التي تحلق بالقوارب الطائرة من فئة قصير ج و قصير س.